# Newjersevania casei
Newjersevania casei är en stekelart som beskrevs av Basibuyuk, Quicke och Alexandr Rasnitsyn 2000. Newjersevania casei ingår i släktet Newjersevania och familjen hungersteklar. Inga underarter finns listade i Catalogue of Life.